# Muzikoterapija u gerijatriji
Muzikoterapija u gerijatriji se od svih kreativnih umetničkih programa za starije poput pisanja, slikanja, drame, plesa, muzike pokazala kao najprivlačnija metoda zasnovana na primen muzike u lečenju kod većeg broja pacijenata straijeg životnog doba. Na to je svakako uticala činjenica da je muzika apstraktan univerzalan jezik koji dopire do ljudskog srca i duše u sekundi, ne tražeći prethodno predstavljanje, jer aspekti harmonije, ritma i tona vibriraju među iskustvima svake osobe.
Kada osoba fizički i psihički oslabi zbog starosti ili hronične bolesti poput staračke demencije, kod nje se koristeći muzičku terminologiju, možda nedostaju neki instrumenti, a postojeći su verovatno „raštimani“, pa u tom smislu uloga muzikoterapeuta je da korisniku u gerijatrijskim ustanovama pruži priliku da nadoknadi nedostajuće elemente, bilo da se radi o ritmu, melodiji ili harmoniji. Kako je muzika holistički fenomen, korisnik u muzici može sam sebe doživeti na jači i potpuniji način.

## Opšta razmatranja
Činjenica da su moždana područja, koja su zadužena za obradu muzičkog materijala među poslednjima na meti od moždanog propadanja, zaista je fenomen vredan pažnje. Aldridge tvrdi da razlog tome leži u činjenici da su osnove jezika u suštini muzičke i da one prethode leksičkim i semantičkim svojstvima razvoja jezika, te pretpostavci da je za jezičnu obradu zadužena jedna moždana hemisfera, dok procesuiranje muzike podrazumijeva razumevanje interakcije između obe moždane hemisfere.
Niz je studija potvrdilo je uticaj muzike na poboljšanje kratkotrajnog pamćenja te komunikacijskih vještina u gerijatriji. Tako je npr., Prickett i Moore utvrdili su veću sposobnost pamćenja reči pesama prilikom pevanja kod osoba s Alchajmerovom bolešću nego u slučaju govora, a procenat sećanja bio je veći kad se radilo o starijim nego novijim pesmama. Također, to isto istraživanje utvrdilo veću mogućnost učenja novog materijala u slučaju da je taj materijal prikazan u kontekstu pesme. Takođe, kognitivne sposobnosti Alzheimerovih bolesnika bile su ispitivane i u području povezivanja imena i lica osoba. Carruth  izveštava o poboljšanoj mogućnosti prepoznavanja i imenovanja osoba nakon individualnih časova pevanja i razgovora. Naime, četiri od sedam učesnika u istraživanju tačno je povezalo imena s licem osoba neposredno nakon pjevanja, za razliku od ispitanika koji nisu prethodno bili izloženi muzici. 

## Pristup
Starijim osobama se naročito lako može obratiti muzikom, jer osim poboljšanja opšteg stanja, smanjenja bola i mogućnosti opuštanja, može se uticati na raspoloženje i ponašanje i pružiti mogućnosti za poboljšanje rezidualnih veština u sklopu novo učenje.
Ljudi u starijoj životnoj dobi doživljavaju telesne, psihičke i socijalne promene, a dosta se često se u njima javlja i osećaj gubitka nezavisnosti i samopoštovanja. Zato je važno istaknuti da muzika deluje između ostalog i na povećanje samopouzdanja jer stvara osećaj vrednosti.
Prinsley smatra da se primjenom muzikoterapijom u gerijatriji smanjuje potreba za propisivanjem lekova i hipnotika na bolničkim odeljenjima što ukupno doprinosi boljoj i racionalnijoj rehabilitaciji. 
Također kroz muzikoterapiju u gerijatriji ističe se i važnost zasnivanja muzikoterapije na ciljevima lečenja, a to su socijalni ciljevi vezani uz interakciju i saradnju, psihološki ciljevi vezani uz podizanje raspoloženja i samoizražavanje, intelektualni ciljevi stimulacije govora i mentalnih procesa i fizički ciljevi poput senzorne stimulacije i motoričke integracije. 
U sprovođenju muzikoterapije kod starijih osoba, posebno onih sa staračkom demencijom , osnovni ciljevi koji se nastoje postići muzikoterapijom su: 
- Uspostavljanje kontakta i poboljšanje socijalnih vještina;
- Opuštanje;
- Samopoštovanje i osnaživanje samopouzdanja;
- Pružanje osjećaja sigurnosti i povjrenja;
- Podrška u procesu tugovanja i prihvaćanja gubitka određenih sposobnosti.[2]

## Izbor muzike
Ciljano odabrana omiljena muzika stvara pozitivne emocije poput radosti, užitka i optimizma, što je od velikog značenja za osobe u starijem životnom dobu, sa nekom od mentalnih bolesti koje često znaju biti melankolične, depresivne ili emocionalno introvertirane. Osim toga, često su još prisutni poremećaji pažnje, oslabljeno pamćenje, slaba vremenska i prostorna orijentacija, kao i otežana komunikacija zbog oslabljenog sluha. 
Dokazano je da se, upravo se izboorom ritmičke muzike može stimulisati osećaj za vreme i prostorne odnose, a pevanjem vežbati pamćenje. Ritam sam po sebi ima vrlo značajnu koordinirajuću ulogu u području ljudske kongnicije i svesnosti dok melodija ima određenu vremensku strukturu tako da ritam olakšava prepoznavanje muzičkog intervala i njegovu integraciju u kognitivnom smislu.
Prema tome, muzika može imati funkciju katalizatora u smislu vežbanja i održavanja raznih drugih uporednih nemuzičkih kognitivnih procesa. Baš kao što su misli, osjećaji i volja osnovni elementi koji čine čoveka, muzika deluje melodijom, harmonijom i ritmom. Grieder objašnjava kako se navedeni ljudski i muzički elementi međusobno podudaraju, a upravo na temelju tog međuodnosa, muzikoterapeuti razvijaju programe intervencija za grupe ili pojedince.

## Ritam, melodija i harmonija
Prvi element koji se najčešće naglašava je ritam koji ujedno traži snagu radi održavanja muzike. Jednom kad je ritam uspostavljen, uvodi se element melodije. Melodija najčešće ne dolazi sama od sebe, već zahtijeva snagu maštovitog mišljenja. 
Harmonija je prirodni fenomen koji se javlja kada nekoliko osoba zajedno svira, a biti u harmoniji s nekim stimuliše razvijanje osećaja. Kada se na času muzikoterapije pojave sva tri elementa, muzikoterapijska grupa deluje kao simfonija melodije, harmonije i ritma. U tom smislu na jednak se način može gledati na pojedince – kao muzički instrument koji funkcioniše kao simfonija. 